# Kulturtårnet på Knippelsbro
Kulturtårnet på Knippelsbro er en kulturinstitution i det ene af de to grønne brotårne på Knippelsbro.
Foreningen Kulturtårnet åbnede tårnet op for offentligheden i juni 2017 og har siden afviklet udstillinger, talks, gastronomi-events, radiobiografer og koncerter.